# Pencaitland
Pencaitland ist ein Dorf in der schottischen Council Area East Lothian. Es liegt etwa 20 km östlich von Edinburgh am Fluss Tyne, der die Ortschaft in einen Ost- und einen Westteil trennt. Im Jahre 2011 verzeichnete Pencaitland 1515 Einwohner. Südlich des Dorfes produziert die 1825 gegründete Glenkinchie-Brennerei Whisky. Sie ist Teil des internationalen Konzerns Diageo. Am Westende von Pencaitland wird eine große Mälzerei betrieben.

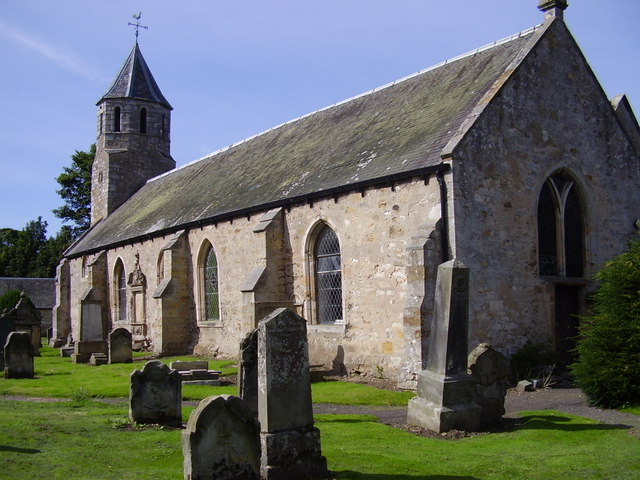
Kirche von Pencaitland
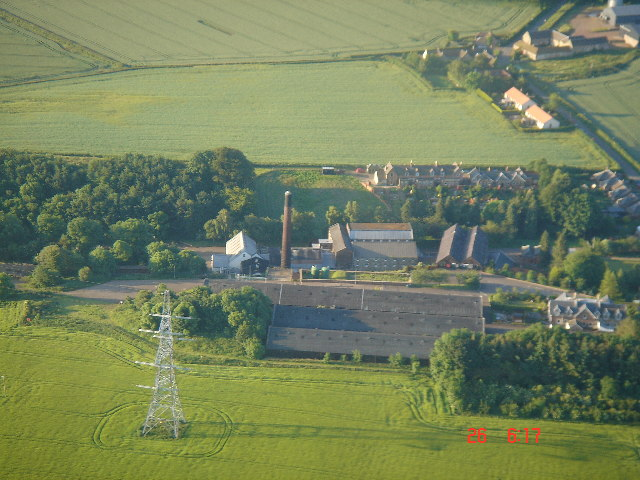
Glenkinchie-Brennerei
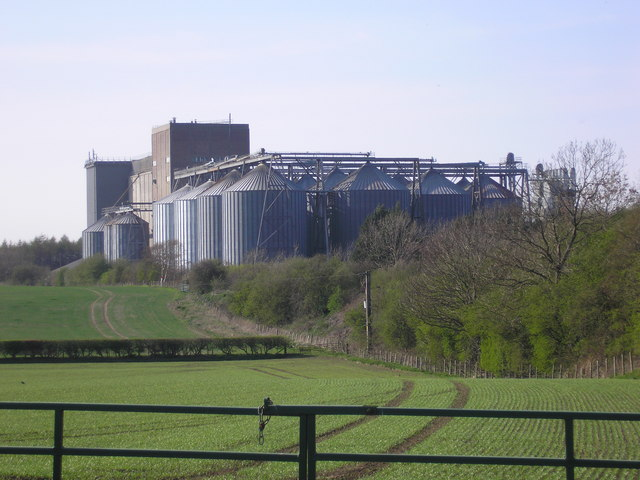
Mälzerei in Pencaitland

## Söhne und Töchter der Gemeinde
- Margaret Sievwright (1844–1905), spätere neuseeländische Feministin und politische Aktivistin
- Jock Taylor (1954–1982), Motorradrennfahrer